# 마르셀 그라노예르스

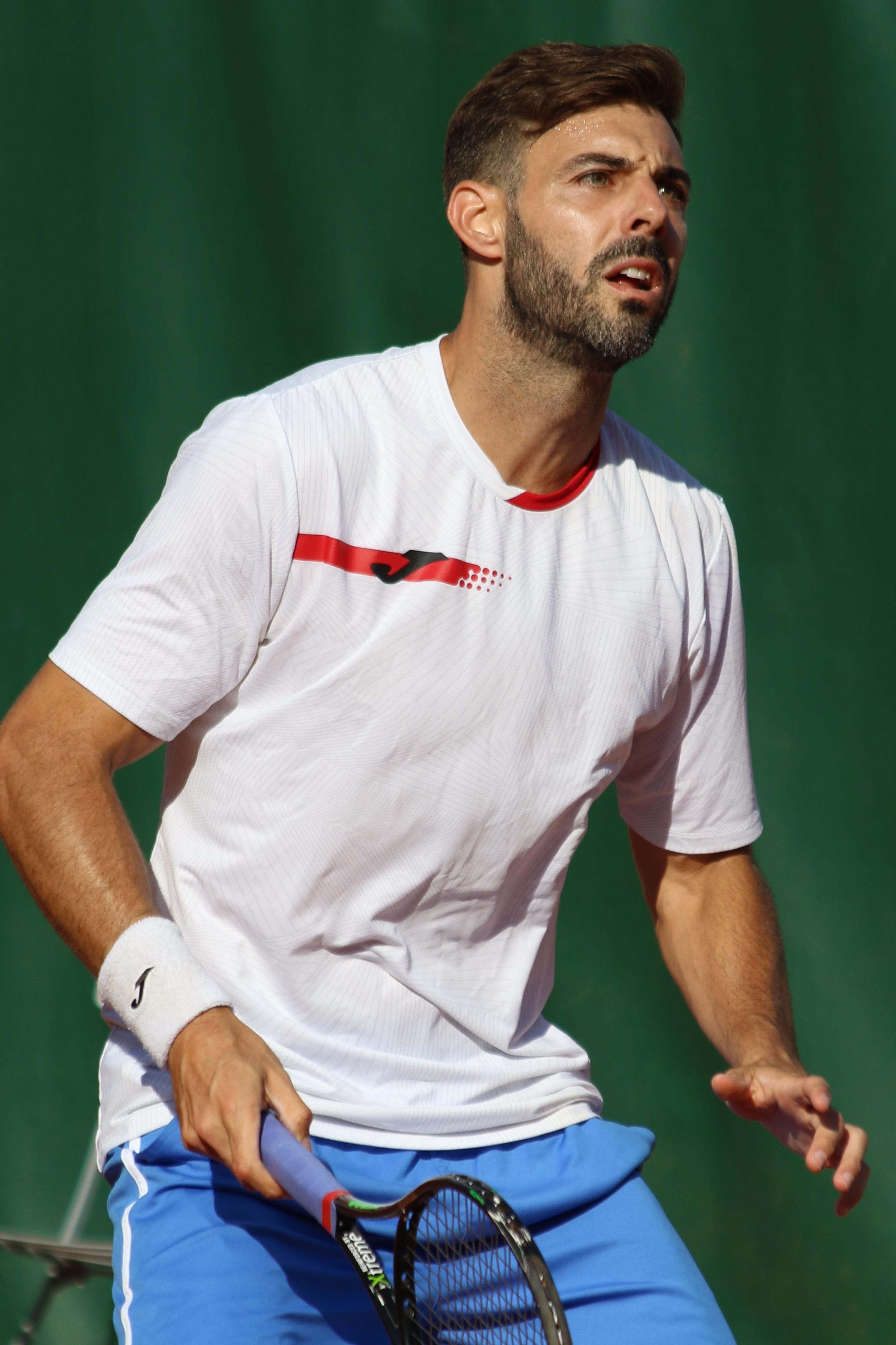

마르셀 그라노예르스(Marcel Granollers, 본명: Marcel Granollers Pujol, 카탈로니아어 발음: [məɾˈsɛl ɣɾənuˈʎes puˈʒɔl], 스페인어: [maɾˈθel ɣɾanoˈʎeɾs puˈʝol], 1986년 4월 12일 ~ )은 스페인 프로 테니스 선수이다. 2024년 5월 6일 복식 세계 1위라는 통산 최고 기록을 달성하여 이 위업을 달성한 두 번째 스페인 선수가 되었다. 그는 또한 2012년 7월 23일에 달성한 통산 최고 싱글 순위 19위를 보유하고 있다. 그라노예르스는 2012 ATP 월드 투어 결승전을 포함하여 30개의 ATP 타이틀(단식 4회, 복식 26회)을 획득했다. 또한 2014년 프랑스 오픈과 US 오픈, 2019년 US 오픈, 2021년, 2023년 윔블던 챔피언십에서 호라시오 제바요스와 함께 5번의 메이저 복식 결승에 진출했다.

## 개인 생활
그라노예르스의 형제 제라드도 테니스 선수이며 함께 5번의 챌린저 복식 타이틀을 획득했다.